# Толмачёв, Александр Фёдорович (Герой Советского Союза)
Алекса́ндр Фёдорович Толмачёв (1913—1979) — советский лётчик минно-торпедной авиации ВМФ СССР во время Великой Отечественной войны, Герой Советского Союза (24.07.1943). Полковник (3.07.1951).

## Биография
Родился 16 июня 1913 года в городе Харькове в семье рабочего-железнодорожника. Русский. Окончил 7 классов общеобразовательной школы № 41 Червонозаводского района Харькова в 1929 году.
В 1931 году был призван в ВМФ СССР. В 1935 году окончил Высшее военно-морское училище имени М. В. Фрунзе, но сразу же был направлен на переобучение и в 1936 году окончил курсы лётчиков-наблюдателей при Военно-морском авиационном училище лётчиков имени Сталина. Позднее, в 1939 году, окончил шестимесячные авиационные курсы усовершенствования штурманов в Полтаве. Служил в ВВС Черноморского флота: с июня 1936 года — младший лётчик-наблюдатель 123-й отдельной тяжелой авиационной эскадрильи 106-й тяжёлой авиационной бригады (Севастополь, бухта Голландия), с января 1938 года — штурман этой эскадрильи, с апреля 1938 по март 1939 года — флагманский штурман эскадрильи 119-го морского разведывательного авиаполка, с декабря 1939 года — флагманский штурман 45-й отдельной морской разведывательной авиационной эскадрильи (Керчь), с декабря 1940 года — флагштурман эскадрильи 2-го минно-торпедного авиаполка. В предвоенное время летал на самолётах МБР-2, МБР-4, СБ.
Член ВКП(б) с 1939 года.

### Участие в Великой Отечественной войне
Участник Великой Отечественной войны с 22 июня 1941 года: в ночь на 23 июня участвовал в первом авиаударе черноморских лётчиком по румынскому порту Констанца. Затем капитан Толмачёв на самолёте ДБ-3Ф (Ил-4) летал на бомбардировку объектов Бухареста, Плоешти, Сулины. В июле 1941 года стал начальником службы — флагштурманом управления 2-го минно-торпедного авиаполка. 
Принимал участие в обороне Одессы, в атаках немецких наземных войск у Николаева и Херсона, поддерживал с воздуха части Красной Армии в оборонительных боях на Перекопе. В августе 1941 года во время боевого вылета эскадрильи полка на подавление зенитных батарей в районе Сулинского гирла Дуная у румынского города Тульчи был тяжело ранен, но заменив погибшего командира экипажа капитана Семенюка, сумел довести самолёт с раненым экипажем до своей территории. После посадки потерял сознание, очнувшись уже в госпитале. 
С осени 1941 года летал штурманом в экипаже командира полка Героя Советского Союза Н. А. Токарева. Ещё летом 1941 года был представлен им к званию Героя Советского Союза, но не получил награды, а в январе 1942 года после представления к ордену Ленина получил орден Красного Знамени. 
Как один из лучших лётчиков полка внёс большой вклад в то, что приказом Народного комиссара ВМФ СССР № 73 от 3 апреля 1942 года 2-й минно-торпедный авиационный полк был удостоен гвардейского наименования и преобразован в 5-й гвардейский минно-торпедный авиационный полк ВМФ. С ноября 1942 — штурман управления 5 гв мтап. Участник обороны Севастополя и битвы за Кавказ. 
К марту 1943 года штурман 5-го гвардейского минно-торпедного авиационного полка ВВС ЧФ 1-й минно-торпедной авиационной дивизии ВВС Черноморского флота гвардии майор А. Ф. Толмачёв совершил 106 боевых вылетов (из их числа 26 в ночное время): 46 на бомбардировку военных и промышленных объектов и наземных войск, 17 на бомбардировку аэродромов, 12 на бомбардировку кораблей, 5 на постановку морских минных заграждений, 4 на сопровождение кораблей, 3 на разведку и т.д. Противнику был причинён большой урон, включая разрушение ряда крупных промышленных объектов в Румынии, уничтожение 11 танков, 76 автомашин, 63 самолётов на земле, 5 полевых орудий и 2 батарей зенитной артиллерии, 3 прожекторов. Также им потоплен 1 румынский транспорт и сбит в воздухе 1 самолёт.
Указом Президиума Верховного Совета СССР от 24 июля 1943 года «за образцовое выполнение боевых заданий Командования на фронте борьбы с немецкими захватчиками и проявленные при этом отвагу и геройство» гвардии майору Толмачёву Александру Фёдоровичу присвоено звание Героя Советского Союза с вручением ордена Ленина и медали «Золотая Звезда» (№ 720).
В феврале 1943 года был назначен штурманом Управления ВВС Черноморского флота. В 1944 году А. Ф. Толмачёв одним из первых в советских ВВС освоил новый по тому времени топмачтовый способ бомбометания по кораблям и транспортам в море.
Всего за военные годы выполнил не менее 145 боевых вылетов.

### Послевоенные годы

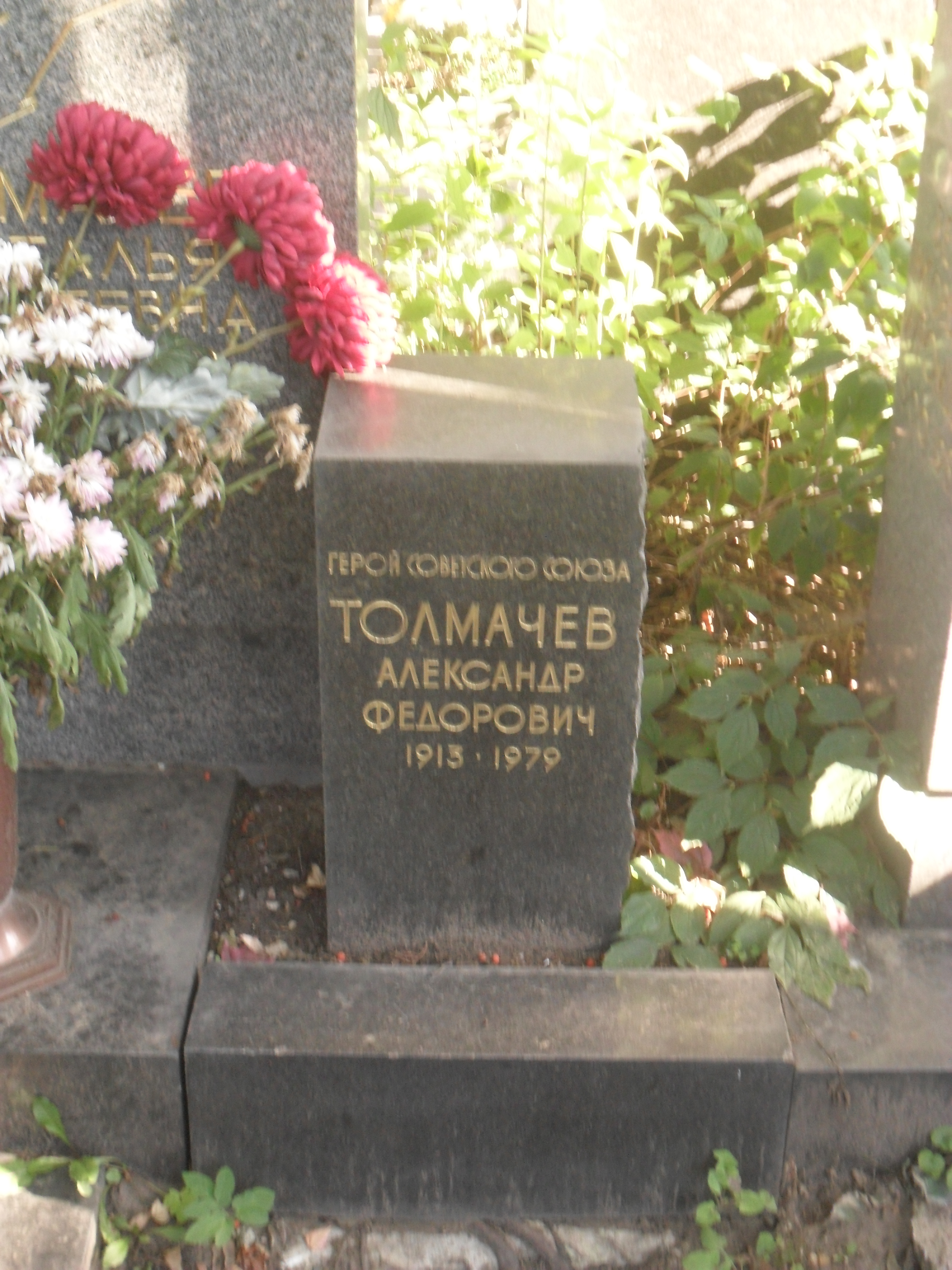
Могила А. Ф. Толмачёва на Новодевичьем кладбище Москвы

После войны продолжал службу в ВМФ СССР. С января 1946 года — начальник штурманской службы Лётно-испытательного института ВВС ВМФ, с мая 1946 по январь 1950 года — штурман лётно-испытательной группы Научно-испытательного института авиации ВМС. В 1952 году окончил авиационный факультет Военно-морской академии имени К. Е. Ворошилова. С октября 1952 года служил первым заместителем командира — начальником штаба 5-й минно-торпедной авиационной дивизии ВВС Северного флота. С июня 1955 года преподавал на кафедре тактики и истории военного искусства Военно-воздушной инженерной академии имени Н. Е. Жуковского. С мая 1958 года полковник А. Ф. Толмачёв — в запасе. 
Жил в Москве. С 1959 года работал инженером на машиностроительном заводе.
Трагически погиб 19 ноября 1979 года в результате дорожно-транспортного происшествия (сбит автомобилем). Похоронен в Москве на Новодевичьем кладбище (участок 8).

## Награды
- Герой Советского Союза (24.07.1943)
- Три ордена Ленина (29.01.1942, 24.07.1943, 30.12.1956)
- Два ордена Красного Знамени (13.08.1941, 27.12.1951)
- Орден Отечественной войны 1-й степени (14.08.1944)
- Орден Красной Звезды (30.04.1947)
- Медаль «За боевые заслуги» (3.11.1944)
- Медаль «За оборону Одессы» (1943)
- Медаль «За оборону Севастополя» (1943)
- Медаль «За оборону Кавказа» (1945)
- Ряд других медалей СССР

## Память
- На здании средней школы № 41 в Харькове (ул. Достоевского, 14) установлена мемориальная доска.
- Имя Героя увековечено на Мемориале авиаторам-черноморцам в городе Севастополь.